# Spoorlijn Stenstorp - Hjo / Tidaholm
De spoorlijn Stenstorp - Hjo / Tidaholm is een Zweedse spoorlijn van de voormalige spoorwegmaatschappij Hjo - Stenstorps Järnväg (HSJ) gelegen in de provincie Västra Götalands län.

## Geschiedenis
Wanneer Västra stambanan in de jaren 1850 Skaraborgs län bereikte waren er belangrijke verschuivingen in het van vracht- en passagiersvervoer. De steden die niet aan de Västra stambanan kwamen te liggen snel waren genoodzaakt om aansluitende trajecten aan te leggen. Dit gebeurde ook in de stad Hjo waar het belang van de haven verminderde.
Er werd door Major Adelsköld een plan opgesteld voor een smalspoor lijn met een spoorbreedte van 802 mm tussen Hjo en Stenstorp. In 1871 werd de Hjo - Stenstorps Järnväg door graaf Gustav Posse opgericht.
In samenwerking met de Lidköping - Skara - Stenstorps Järnväg (LSSJ) uit Lidköping werd ook besloten een spoorbreedte van 891mm, in plaats van de geplande 802 mm te gebruiken.
Het traject van de HSJ werd op 13 november 1873 geopend was toen het eerste 891 mm traject van enige betekenis in het land.
In 1875 begonnen de werkzaamheden van het traject tussen Tidaholm en Svensbro. Dit traject werd op 30 juni 1876 geopend.

## Sluiting
Het traject tussen Svensbro en Tidaholm werd in 1956 voor personenvervoer en voor goederenvervoer gesloten. Het traject tussen Hjo en Stenstorp werd in 1961 voor het personenvervoer gesloten en in 1967 voor het goederenvervoer gesloten.
In de winter van 1967 /1968 werden de rails opgebroken.

## Aansluitingen
In de volgende plaatsen was of is er een aansluiting van de volgende spoorwegmaatschappijen:

### Stenstorp
- Västra stambanan spoorlijn tussen Stockholm C en Göteborg C
- Lidköping - Skara - Stenstorps Järnväg (LSSJ) spoorlijn tussen Lidköping en Skara naar Stenstorp
- Hjo - Stenstorps Järnväg (HSJ) spoorlijn tussen Stenstorp en Stenstorp en Svensbro naar Hjo en naar Tidaholm
  - Statsbanan Stenstorp - Karlsborg spoorlijn tussen Stenstorp en Svensbro naar Hjo en naar Tidaholm